# Тиберий Клавдий Сатурнин
Тиберий Клавдий Сатурнин (на латински: Tiberius Claudius Saturninus) е политик и сенатор на Римската империя през 2 век. Произлиза от фамилията Клавдии.
От 145 г. той е управител на провинция Долна Мизия вероятно до 148 г., когато го сменя Гай Прастина Месалин.